# キリスト教女子青年会

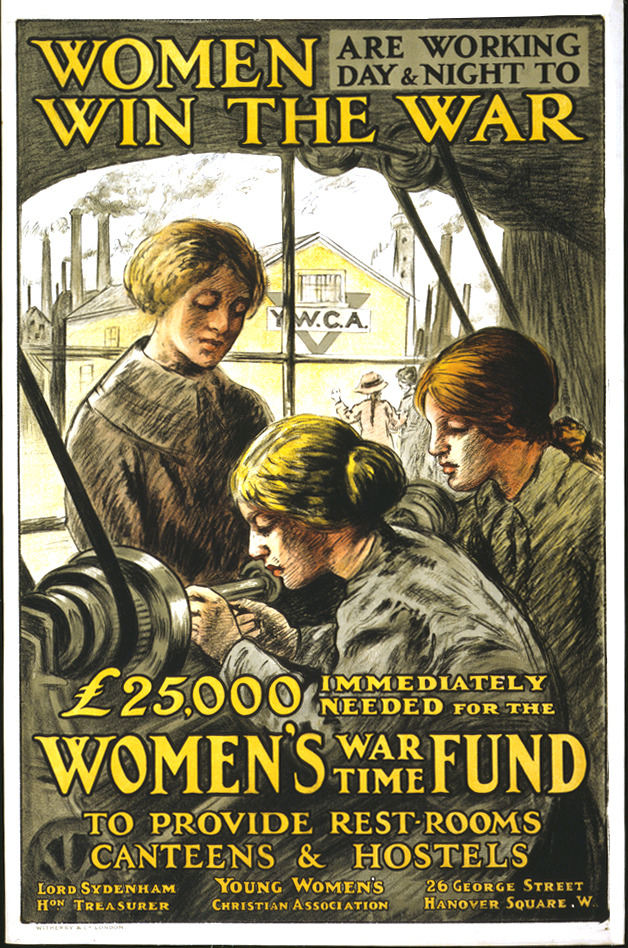
1915年に制作されたこのポスターは、第一次世界大戦中の女性労働者のために住まいとして寄宿舎を提供する、女性戦時基金 (the Women's War Time Fund) への支援を訴えるものである。ポスターの背景、窓の外には、YWCAの建物が描かれている。

キリスト教女子青年会（キリストきょうじょしせいねんかい、英称YWCA, Young Women's Christian Association）は、キリスト教を基盤とした女性団体の一つである。1855年にイギリスで設立された。
日本では1905年に始まり、初代会長は津田塾大学創立者の津田梅子である。